# SK-II
SK-II（发音：S-K-Two）是一个源自日本的高檔化妝品及護膚品品牌。1991年，SK-II品牌以及商标被寶潔公司收购，並授权日本的宝洁公司负责品牌的全面生產，其主要成份Pitera为镇牌配方，无香料。

## 歷史
SK-II本是蜜絲佛陀的子公司，其後蜜絲佛陀市佔率萎縮，賣了SK-II給REVLON露華濃，其後再賣給P&G。
1980年代，日本科學家在參觀釀造米酒廠時，發現釀酒工人雙手皮膚細緻。研究發現在米酒提煉過程中產生的天然酵母菌具有護膚成份，並把天然酵母菌提煉成Pitera。

## 大中華地區／日本／韓國SK-II／SK-II MEN代言人
- 蕭薔
- 徐熙媛（已故）
- 舒淇
- 李沁
- 汤唯
- 倪妮
- 春夏
- 霍建華
- 琦琦
- 關之琳
- 鄭秀文
- 林憶蓮
- 莫文蔚
- 李心潔
- 高以翔（已故）
- 綾瀨遙
- 李沇熹
- 劉智泰
- 有村架純
- 桃井薰
- Mina (TWICE)
- 永野芽郁 （页面存档备份，存于）

## 爭議

### 烧碱风波
- 2005年3月，一名南昌SK-II的消费者向当地法院起诉SK-II利用虚假广告进行欺骗并申请追加SK-II的广告代言人刘嘉玲为被告，理由是她在连续使用28天后并没有达到广告所宣传的效果，反而出现皮肤瘙痒和灼痛的情况。原告律师认为，SK-II添加了有强烈腐蚀作用的烧碱（氢氧化钠）及聚四氟乙烯和苯甲酸钠是造成原告皮肤伤害的原因。

- 法院认为原告无法证明其声称的“未出现广告所宣传的效果及感觉脸部瘙痒和灼痛”，并且SK-II在产品标签上已经注明“如有刺激，请停止使用，若产品不适合您的肌肤请停止使用”的警示说明，因此判原告败诉并支付相关诉讼费用。

- 化妆品行业专家认为，氢氧化钠是化妆品常用的pH值调节剂，当最终产品的pH值为中性附近的情况下是不会对皮肤造成伤害的，而聚四氟乙烯和苯甲酸钠都是化妆品中允许添加的原料，SK-II中所含的浓度也不会对皮肤造成损害。[3][4][5][6][7][8][9][10][11][12][13][14][15][16][17]

### 有关核污染的传闻
2023年6月13日，有媒体报道称，日本鸭川与琵琶湖汇合的岸边有区域被堆放了大量含放射性物质铯的木屑，这些木屑是福岛核电站事故中受到辐射树木的一部分。由于琵琶湖是SK-II“神仙水”的唯一水源，因此有消费者担忧SK-II受核污染影响。翌日，宝洁公司表示所有SK-II产品和成分在上市之前都经过严格的产品安全性评估，遵守所在市场的监管和安全要求。实际上，SK-II产地疑似遭核污染的消息来源是2014年的日本媒体报道的旧闻，而该事件是两位犯事者在未经县政府许可的情况下将木屑堆放在河岸处，且两人已被依法处罚。2015年3月，滋贺县政府发布相关声明，证明滋贺县并没有受核辐射影响。

## 外部連結
- SK-II （页面存档备份，存于）
- SK-II 美國（页面存档备份，存于）
- SK-II 馬來西亞 （页面存档备份，存于）
- SK-II 香港 （页面存档备份，存于）
- SK-II 泰國 （页面存档备份，存于）
- SK-II 印尼 （页面存档备份，存于）
- SK-II 韓國 （页面存档备份，存于）
- SK-II 澳大利亞 （页面存档备份，存于）
- SK-II 中國（页面存档备份，存于）
- SK-II 台灣（页面存档备份，存于）
- SK-II 日本 （页面存档备份，存于）